# Aérodrome de Parry Sound-Frying Pan Island-Sans Souci
L'aérodrome de Parry Sound-Frying Pan Island-Sans Souci est un aérodrome situé en Ontario, au Canada.